# Ihr bester Schuß
Pour plus de détails, voir Fiche technique et Distribution.
Ihr bester Schuß (titre français : Votre meilleur coup) est un film allemand réalisé par Rudolf Biebrach sorti en 1916.

## Synopsis
Traute Dieffenbach, la fille du garde forestier, aime le jeune Günther von Corvin, fils de comte et propriétaire terrien. Le jeune homme, cependant, suit les souhaits de la famille et se marie selon ses critères la comtesse Dagmar von Retzlav. À l'invitation de la jeune comtesse, Traute entre dans le ménage de la famille noble et découvre que la jeune mariée trompe Günther avec le comte von Wachhusen.
Finalement, Günther en prend conscience et défie le concurrent en duel. Afin de ne pas exposer Günther aux talents de tireur de Wachhusen, Traute prend sans ménagement le revolver et tire sur le bras de l'adversaire en duel afin qu'il ne puisse plus viser. Ce sera son meilleur coup.

## Fiche technique
- Titre : Ihr bester Schuß
- Réalisation : Rudolf Biebrach
- Producteur : Oskar Messter
- Société de production : Messter-Film Gmbh
- Société de distribution : Messter-Film Gmbh
- Pays d'origine :  Empire allemand
- Langue : allemand
- Format : Noir et blanc - 1,33:1 - 35 mm
- Genre : Drame
- Dates de sortie :
  -  Empire allemand : 10 mars 1916.
  -  Suède : 25 avril 1916.
  -  Danemark : 23 août 1916.

## Distribution
- Henny Porten : Traute Dieffenbach
- Rudolf Biebrach : Le garde-forestier Dieffenbach, son père
- Fritz Delius : Lieutenant Günther von Corvin
- Traute Carlsen (de) : Dagmar von Retzlav
- Erich Kaiser-Titz : Comte Viktor von Wachhusen
- Frida Richard : Lene
- Klara Berger : Comtesse von Corvin
- Carl Zickner : Comte Joachim von Corvin

## Source de la traduction
- (de) Cet article est partiellement ou en totalité issu de l’article de Wikipédia en allemand intitulé « Ihr bester Schuß » (voir la liste des auteurs).